# 文德巴赫河
50°50′53.46″N 7°19′16.58″E / 50.8481833°N 7.3212722°E
文德巴赫河（德語：Wendbach），是德國的河流，位於該國西部，處於北萊茵-威斯特法倫州，屬於瓦恩巴赫河的左支流，河道全長7.3公里，流域面積8.4平方公里。